# Sarah Shahi
Pour les articles homonymes, voir Shahi.
Aahoo Shahi, dite Sarah Shahi, née le 10 janvier 1980 à Euless, au Texas, est une actrice américaine.

## Biographie

### Jeunesse et débuts
Son père, descendant de Fath Ali Shah Qajar, est iranien et sa mère est d'origine espagnole,. Ses parents divorcent lorsqu'elle était une petite fille. Elle a fait ses études à l'université méthodiste du Sud à Dallas au Texas en parlant couramment persan et anglais. Elle faisait partie des « Dallas Cowboys Cheerleaders » et c'est lors d'un spectacle de son équipe qu'elle a été repérée par Robert Altman qui était à Dallas pour le tournage de Docteur T et les Femmes. Il l'a encouragée à aller à Los Angeles pour entamer une carrière au cinéma.
En 2000, sa photo est apparue sur la couverture du magazine des « Dallas Cowboys Cheerleaders ». Elle part ensuite avec une troupe de la United Service Organizations au Kosovo, en Macédoine, en Bosnie-Herzégovine et en Italie.

### Seconds rôles à la télévision américaine (années 2000)
Sarah est revenue ensuite à Los Angeles où elle a décroché plusieurs petits rôles. En jouant dans les séries télévisées Alias, Class of '06 en 2002 et en 2003 dans Old school, ainsi que dans l'épisode 3 de la saison 2 de Sleeper Cell.
Elle a interprété pendant deux saisons (2 et 3) le personnage de Carmen de la Pica Morales, une DJ sexy, dans la série américaine The L Word, aux côtés des actrices Jennifer Beals et Katherine Moennig. 
En 2007, après son apparition dans la série America Sopranos dans sa 6ème saison, elle décroche le rôle principal féminin de la série télévisée Life. Elle interprète le lieutenant Dani Reese. Les audiences décevantes aux États-Unis (alors qu'elles étaient satisfaisantes en France) ont mis fin à la série après seulement deux saisons. L'actrice ayant désormais prouvé sa capacité à porter une série, se voit confier en 2010 le rôle-titre d'une nouvelle série judiciaire, Facing Kate, qui suit une ancienne avocate devenue médiatrice. Le programme est cependant arrêté au bout de deux saisons, faute d'audiences.

### Succès puis progression (années 2010)

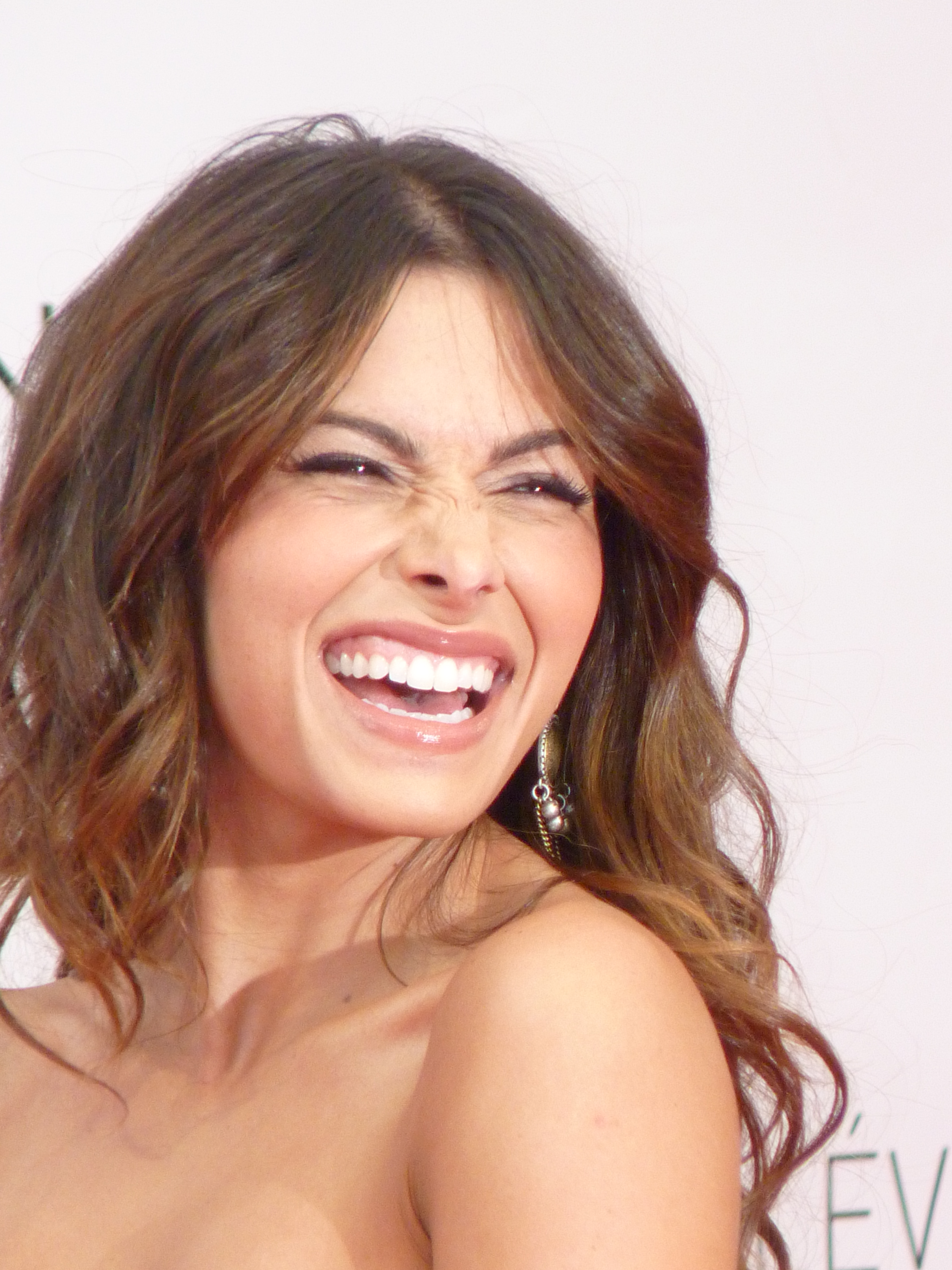
L'actrice au Festival de télévision de Monte-Carlo en 2012.

L'actrice tente alors une carrière au cinéma, mais apparaît aussi dans six épisodes de la première saison d'une nouvelle série dramatique, Chicago Fire. L'actrice revient juste pour un épisode du début de la saison 2, diffusé à la rentrée 2013. Elle a en effet accepté un rôle récurrent dans la deuxième saison d'une autre nouveauté à succès, Person of Interest. Son personnage de l'espionne Sameen Shaw fait une entrée remarquée et appréciée dans la série. L'actrice est finalement promue au casting principal à partir de la saison 3. La série se conclut au bout de la cinquième saison, début 2016.

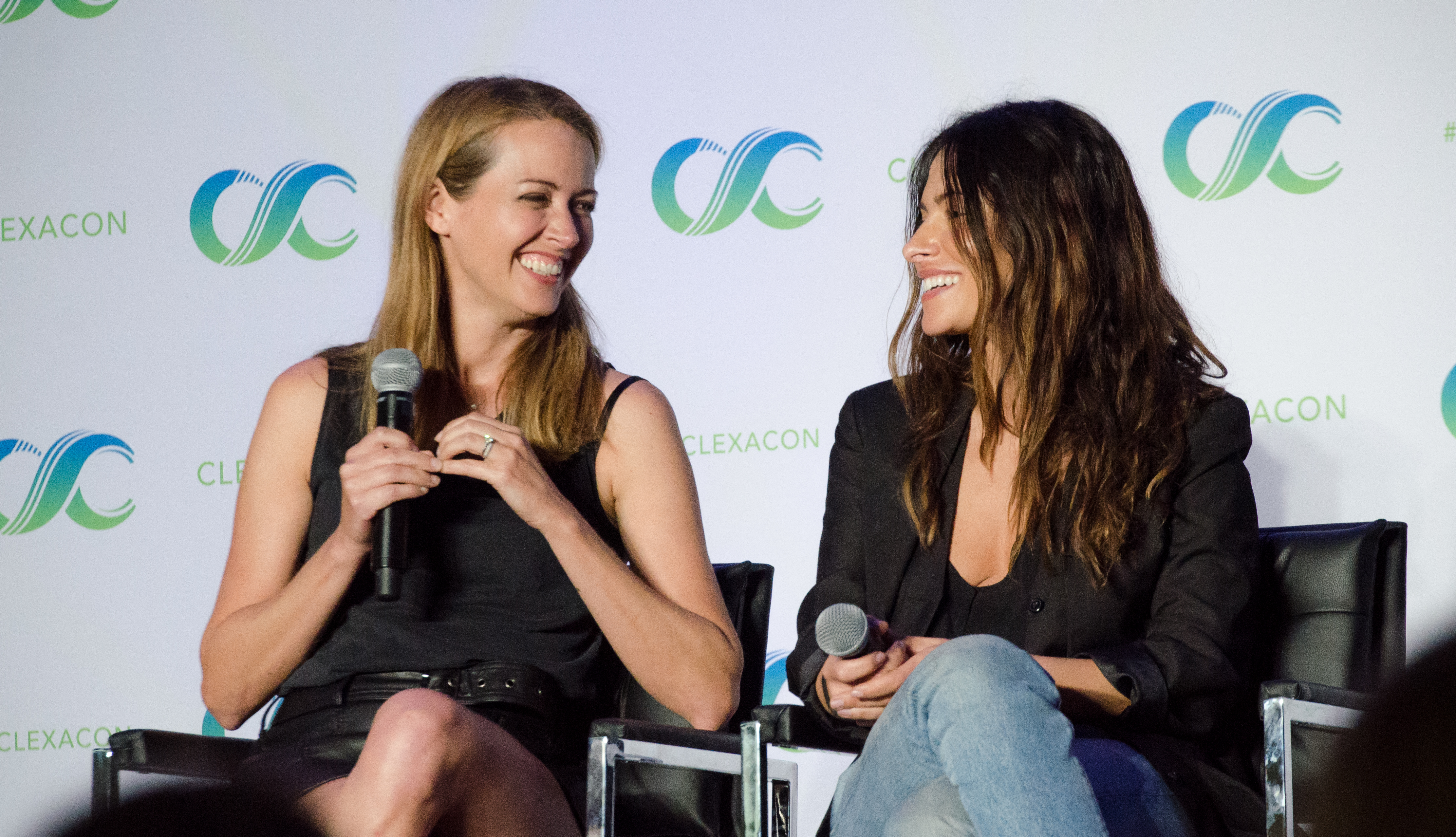
L'actrice aux côtés de sa partenaire de Person of Interest, Amy Acker, en avril 2018.

L'actrice tourne l'épisode pilote d'une nouvelle série pour la même chaîne, intitulé Drew. Mais le projet n'est pas retenu pour la rentrée 2016. Elle tourne alors dans un film et participe à différents projets, avant de revenir à la tête d'une nouvelle série télévisée en 2018 : la fiction d'investigation Reverie ne dure cependant qu'une dizaine d'épisodes. L'actrice apparaît début 2019 dans trois épisodes de la nouvelle série policière de Nathan Fillion, The Rookie : Le flic de Los Angeles.
Le 30 janvier 2020, elle a été choisie pour interpréter le rôle principal de Billie Connelly dans la série Sex/Life créée par Stacy Rukeyser aux côtés d'Adam Demos, Mike Vogel, et de Margaret Odette. La série est inspirée du roman "44 Chapters About 4 Men" de BB Easton. Elle est diffusée depuis le 25 juin sur Netflix.

## Vie privée
Sarah Shahi est ceinture marron de karaté.
Elle s'est mariée en février 2009 avec l'acteur Steve Howey. Ils ont eu leur premier enfant le 9 juillet 2009, un fils prénommé William Wolf Howey. Le 1er mars 2015, elle a accouché de jumeaux : une fille Violet Moon et un fils Knox Blue. Le 29 juin 2020, après 11 ans de mariage, Sarah a demandé le divorce en raison de « différends irréconciliables ».
Le 2 novembre 2020, Sarah est aperçue main dans la main avec Adam Demos, sa co-star dans la série Sex/Life,.

## Filmographie

### Cinéma
- 2000 : Docteur T et les Femmes (Doctor T & the Women) : une pom-pom girl
- 2002 : Monkey Love : Brenda
- 2003 : Retour à la fac (Old School) : Erica
- 2005 : Sept Ans de séduction (A Lot Like Love) : Starlet
- 2006 : For Your Consideration : Sanchez
- 2006 : Le Meilleur Ami de l'homme (en) (The Dog Problem) : Candy
- 2007 : Rush Hour 3 : Zoé
- 2008 : Shades of Ray (en) : Sana Khaliq
- 2008 : AmericanEast : Salwah
- 2009 : Droit de passage (Crossing Over) : Pooneh Baraheri
- 2011 : The Trouble with Bliss : Hattie Skunk / Hattie Rockworth
- 2011 : Mais comment font les femmes ? (I Don't Know how She Does It) : Janine LoPietro
- 2011 : The Death and Return of Superman (Court-métrage) : Titania
- 2012 : Du plomb dans la tête (Bullet to the Head) : Lisa Bonomo
- 2012 : Static (en) : Addie Dade
- 2013 : Le Congrès (The Congress) : Michelle
- 2013 : Road to Paloma : Eva
- 2015 : The Adventures of Beatle (Guns for Hire) : Carla
- 2017 : Hangman de Johnny Martin : capitaine Watson
- 2022 : Black Adam de Jaume Collet-Serra : Adrianna Tomaz
- 2023 : My Dear F***ing Prince (Red, White & Royal Blue) de Matthew López : Zahra Bankston

#### Séries télévisées
- 2000 : City Guys : une pom-pom girl
- 2000 : Spin City (série télévisée) : une bachelière
- 2001 : Boston Public (série télévisée) : Laura
- 2001 : Sexe et Dépendances (Off Centre, appartement 6D) (série télévisée) : Angelica
- 2001 : Maybe It's Me (série télévisée) : Rosa
- 2001 - 2002 : Alias (série télévisée) : Jenny
- 2002 : Class of '06 (Téléfilm) : Meg
- 2003 : Frasier (série télévisée) : Une réceptionniste
- 2003 : Dawson (série télévisée) : Sadia Shaw
- 2004 : Urgences (ER) (série télévisée) : Tara King, une fille qui vend des médicaments
- 2004 : Century City (série télévisée) : Mme Morris
- 2004 et 2007 : Reba (série télévisée) : Kate / Bridget
- 2005 : Plan B (téléfilm) : Bronwyn
- 2005 : Supernatural (série télévisée) : Constance Welsh/ la dame blanche
- 2005 - 2009 : The L Word (série télévisée) : Carmen de la Pica Morales
- 2006 : Damages (série télévisée) : Jennifer Carillo
- 2006 : Teachers (en) (série télévisée) : Tina Torres
- 2006 : Sleeper Cell (série télévisée) : Farrah
- 2007 : Les Soprano (série télévisée) : Sonya Aragon
- 2007 - 2009 : Life (série télévisée) : Dani Reese
- 2009 : Psych : Enquêteur malgré lui (Psych) (série télévisée) : Ruby
- 2011 - 2012 : Facing Kate (série télévisée) : Kate Reed
- 2012 - 2013, 2018 : Chicago Fire (série télévisée) : Renee Royce
- 2013 - 2016 : Person of Interest (série télévisée) : Sameen Shaw
- 2015 : Ray Donovan (série télévisée) : Hasmig (Saison 3, épisode 10)
- 2016 : Drew (série télévisée, pilote non diffusé) : Nancy Drew
- 2018 : Reverie : Mara Kint
- 2019 : The Rookie : Le flic de Los Angeles (série télévisée) : Jessica Russo (7 épisodes)
- 2019 : City on a Hill : Rachel Benham
- 2021 - 2023 : Sex/Life : Willamina "Billie" Connelly/Willamina "Billie" Mann  (rôle principal) (Netflix)
- 2023 : Judgement (série télévisée, pilote non diffusé) : Mia Bahari
- 2025 : Paradise : Docteur Gabriela Torabi

## Voix françaises
En France, les deux voix principales de Sarah Shahi sont Barbara Delsol et Charlotte Marin.
| - Barbara Delsol dans : - Alias (série télévisée) - Pitch (série télévisée) - Hangman - The Rookie : Le Flic de Los Angeles (série télévisée) - Dolly Parton's Heartstrings (série télévisée) - Charlotte Marin dans : - Life (série télévisée) - Psych : Enquêteur malgré lui (série télévisée) - Person of Interest (série télévisée) - Sex/Life (série télévisée) - Black Adam | - Julie Dumas dans : - The L Word (série télévisée) - Chicago Fire (série télévisée) - My Dear F***ing Prince - Anne Tilloy dans (les séries télévisées) : - City on a Hill - Paradise Et aussi - Magali Barney dans Dawson (série télévisée) - Valérie Nosrée dans Supernatural (série télévisée) - Céline Monsarrat dans Facing Kate(série télévisée) - Célia Catalifo dans Du plomb dans la tête |